# Ben Cheese
Ben Cheese (1955—21 de janeiro de 2001) foi um engenheiro britânico, responsável por colocar em operação o ZX Microdrive da Sinclair. Escritores como Ian Adamson e Richard Kennedy, em seu livro Sinclair and the "Sunrise" Technology, declararam que "parece bastante justo observar que foi a tenacidade e imaginação do chefe de P&D, Ben Cheese, que pôs o produto [isto é, o Microdrive] no mercado".
Quando a Sinclair foi vendida, Cheese constituiu uma empresa denominada Flare Technology em parceria com dois outros ex-engenheiros da Sinclair, John Mathieson e Martin Brennan. Além de seu trabalho como engenheiro, Ben Cheese também produziu alguns cartuns levemente subversivos para a newsletter interna da Sinclair ("WHAM!" ou "What's Happening At Milton").